# Saison 2003 de l'équipe cycliste Rabobank
L'équipe cycliste Rabobank faisait partie en 2003 des Groupes Sportifs I, la première division des équipes cyclistes professionnelles.

## Effectif
| Cycliste           | Date de naissance | Nationalité    | Équipe 2002        |
| ------------------ | ----------------- | -------------- | ------------------ |
| Robert Bartko      | 23-12-1975        | Allemagne      | Telekom            |
| Michael Boogerd    | 28-05-1972        | Pays-Bas       |                    |
| Jan Boven          | 28-02-1972        | Pays-Bas       |                    |
| Erik Dekker        | 21-08-1970        | Pays-Bas       |                    |
| Koen de Kort       | 08-09-1982        | Pays-Bas       | Espoirs            |
| Kevin De Weert     | 27-05-1982        | Belgique       | Espoirs            |
| Maarten den Bakker | 26-01-1969        | Pays-Bas       |                    |
| Addy Engels        | 16-06-1977        | Pays-Bas       |                    |
| Óscar Freire       | 15-02-1976        | Espagne        | Mapei              |
| Bram de Groot      | 18-12-1974        | Pays-Bas       |                    |
| Mathew Hayman      | 20-04-1978        | Australie      |                    |
| Robert Hunter      | 22-04-1977        | Afrique du Sud | Mapei              |
| Steven de Jongh    | 25-11-1973        | Pays-Bas       |                    |
| Karsten Kroon      | 29-01-1976        | Pays-Bas       |                    |
| Levi Leipheimer    | 24-10-1973        | États-Unis     |                    |
| Marc Lotz          | 19-10-1973        | Pays-Bas       |                    |
| Ronald Mutsaars    | 19-04-1979        | Pays-Bas       |                    |
| Grischa Niermann   | 03-11-1975        | Allemagne      |                    |
| Sven Nys           | 17-06-1976        | Belgique       |                    |
| Michael Rasmussen  | 01-06-1974        | Danemark       | Team CSC           |
| Roy Sentjens       | 15-12-1980        | Belgique       |                    |
| Bobbie Traksel     | 03-11-1981        | Pays-Bas       |                    |
| Thorwald Veneberg  | 16-10-1977        | Pays-Bas       |                    |
| Marc Wauters       | 23-02-1969        | Belgique       |                    |
| Remmert Wielinga   | 27-04-1978        | Pays-Bas       | De Nardi - Colpack |
| Beat Zberg         | 10-05-1971        | Suisse         |                    |

## Victoires
Victoires sur le circuit professionnel
| Date         | Course                                               | Pays       | Vainqueur          |
| ------------ | ---------------------------------------------------- | ---------- | ------------------ |
| 6 février    | Trofeo Calvia                                        | Espagne    | Remmert Wielinga   |
| 12 février   | 1re étape du Tour méditerranéen                      | France     | Bram de Groot      |
| 16 février   | 1re étape de la Ruta del Sol                         | France     | Óscar Freire       |
| 17 février   | 2e étape de la Ruta del Sol                          | France     | Óscar Freire       |
| 19 février   | 4e étape de la Ruta del Sol                          | France     | Remmert Wielinga   |
| 2 mars       | Kuurne-Bruxelles-Kuurne                              | Belgique   | Roy Sentjens       |
| 16 mars      | GP Erik Breukink                                     | Pays-Bas   | Erik Dekker        |
| 19 mars      | 7e étape de Tirreno-Adriatico                        | Italie     | Óscar Freire       |
| 25 mars      | 2e étape de la Semaine catalane                      | Italie     | Beat Zberg         |
| 29 mars      | Grand Prix E3                                        | Belgique   | Steven de Jongh    |
| 30 mars      | Flèche brabançonne                                   | Belgique   | Michael Boogerd    |
| 3 avril      | 3e étape des Trois Jours de La Panne                 | Belgique   | Steven de Jongh    |
| 31 mai       | 4e étape du Tour de Luxembourg (contre-la-montre)    | Luxembourg | Robert Bartko      |
| 17 juin      | 2e étape du Tour de Catalogne                        | Espagne    | Bram de Groot      |
| 18 juin      | 3e étape du Tour de Catalogne                        | Espagne    | Michael Rasmussen  |
| 20 juin      | 5e étape du Tour de Catalogne                        | Espagne    | Óscar Freire       |
| 12 juillet   | 4e étape de l'International Uniqa Classic            | Autriche   | Maarten den Bakker |
| 29 août      | 5e étape du Tour du Poitou Charentes et de la Vienne | France     | Karsten Kroon      |
| 2 septembre  | Schaal Sels                                          | Belgique   | Steven de Jongh    |
| 12 septembre | 7e étape du Tour d'Espagne                           | Espagne    | Michael Rasmussen  |
| 30 septembre | 1re étape du Tour de la Province de Lucques          | Italie     | Óscar Freire       |
| 1er octobre  | 2e étape du Tour de la Province de Lucques           | Italie     | Óscar Freire       |
| 3 octobre    | Classement général du Tour de la Province de Lucques | Italie     | Óscar Freire       |

Championnats nationaux
| Date       | Course                                       | Pays     | Vainqueur          |
| ---------- | -------------------------------------------- | -------- | ------------------ |
| 24/08/2003 | Championnat de Belgique du contre-la-montre  | Belgique | Marc Wauters       |
| 27/08/2003 | Championnat des Pays-Bas du contre-la-montre | Pays-Bas | Maarten den Bakker |